# Die Prägung
Die Prägung ist ein französischer animierter Kurzfilm von Jacques Armand Cardon aus dem Jahr 1974.

## Handlung
Ein Junge folgt seiner Mutter auf der Straße, bleibt jedoch plötzlich stehen. Die Mutter justiert eine Prothese nach, die das Kind auf dem Rücken trägt und die an Kopf und Brust mit Gurten befestigt ist. Beide gehen weiter. Zuhause massiert die Mutter dem Vater den Kopf. Wenig später sieht man sie ein Baby im Arm haltend. Auch das Kleinkind trägt eine Prothese am Rücken.
Zeit vergeht und eines Tages legt der Junge seine Prothese ab. Es zeigt sich, dass sie tiefe Eindrücke am Rücken und am Hinterkopf hinterlassen hat – Eindrücke, die auch die Mutter trägt. Beide gehen zu einem großen Gebäude, das der Junge oberkörperfrei betritt. Im Innenhof steht ein großer Mann, vor dem der Junge in die Knie geht. Der Mann stellt dem Jungen seinen Stiefel in den Nacken und die Stiefelform füllt die Eindrücke auf Kopf und Rücken perfekt aus. Der Mann presst den Jungen zu Boden – als der Junge wieder aufsteht, geht er gebeugt. Kriechend begibt er sich zu einer anderen Tür, die nach draußen führt. Hier sieht er eine endlose Reihe an Erwachsenen, die von großen Männern mit Stiefeln am Boden gehalten werden.

## Produktion
Die Prägung ist der einzige Animationsfilm von Zeichner und Karikaturist Jacques Armand Cardon. Die Handlung ist durch Cardons Comicbuch La véridique histoire des compteurs à air inspiriert, das 1973 veröffentlicht wurde. Hier tragen Menschen Luftzähler am Rücken, wobei der Verbrauch von Luft durch Menschen bezahlt werden muss. Der Film wurde in schwarz-weiß animiert und hat keine Dialoge. Die Zeichnungen stammen von Cardon, die Animation setzten Henri Lacam, Geneviève Helbig und Cardon um. Kritiker konstatierten, dass der Film zeichnerisch gut umgesetzt sei, jedoch „durch seine Moralisierung kompromittiert“ werde.
Der Film lief unter anderem auf den Internationalen Filmfestspielen von Cannes 1975 sowie auf dem Festival d’Animation Annecy 1975. International wurde der Film unter anderem 1976 auf dem Ottawa International Animation Festival gezeigt. In Deutschland war Die Prägung 1976 im Rahmen der Internationalen Kurzfilmtage Oberhausen zu sehen.

## Auszeichnungen
Die Prägung lief 1975 in Cannes im Kurzfilmwettbewerb. Auf dem Festival d’Animation Annecy wurde der Film 1975 mit dem Preis für das beste Erstlingswerk ausgezeichnet. Der Film lief 1976 im Wettbewerb des Ottawa International Animation Festivals und erhielt in Oberhausen 1976 eine Lobende Erwähnung der Jury. Die Prägung wurde 1977 für einen César in der Kategorie Bester animierter Kurzfilm nominiert.